# Thọ Hoà Hoàng thái hậu
Thọ Hòa Hoàng hậu (chữ Hán: 寿和皇后; 1210 - 1283), còn gọi là Thọ Hòa Hoàng thái hậu (寿和皇太后), là Hoàng hậu duy nhất của Tống Lý Tông Triệu Quân. 
Với thân phận Hoàng thái hậu và Thái hoàng thái hậu, bà trở thành nhiếp chính cho Nam Tống qua hai đời Tống Độ Tông (1264 - 1274) và Tống Cung Đế (1274 - 1276).

## Tiểu sử
Thọ Hòa Hoàng hậu có tên là Tạ Đạo Thanh (謝道清), nguyên quán ở Thiên Thai, là cháu gái của Thừa tướng Tạ Thâm Phủ (謝深甫), sau được phong thuỵ là "Lỗ Huệ Chính vương" (鲁惠正王), phụ thân là Tạ Cừ Bá (谢渠伯), giữ vị "Thái sư", sau tặng "Ngụy vương" (魏王).
Do ông của bà là Tạ Thâm Phủ có công giúp Thọ Minh Hoàng thái hậu nên  bà được Hoàng thái hậu chọn vào cung để tuyển chọn Hoàng hậu. Sử sách chép rằng, bà vốn trước kia xấu xí, da đen, lại có nốt ruồi ở mắt. Sau khi vào cung, gặp một cơn bệnh nặng thì da dẻ trắng ra như ngọc, nốt ruồi biến mất.
Tuy vậy, Tống Lý Tông vẫn không thích bà mà lại sủng ái Giả Quý phi, chị của Giả Tự Đạo. Thọ Minh Hoàng thái hậu biết được, khuyên can Tống Lý Tông mãi. Bên cạnh đó, quan viên phụng hầu Tống Lý Tông can rằng: "Không lập Chân hoàng hậu, mà Hoàng thượng muốn lập Giả hoàng hậu ư?". Tống Lý Tông không còn cách nào khác, bèn sơ phong bà làm Thông Nghĩa quận phu nhân (通义郡夫人).
Năm Bảo Khánh thứ 3 (1227), tháng 9, bà được tiến phong làm Quý phi (貴妃). Đến tháng 12, Tạ Quý phi chính thức phong làm Hoàng hậu.
Dù lên ngôi Quốc mẫu, nhưng Tống Lý Tông vẫn độc sủng Giả Quý phi. Sau khi Giả Quý phi qua đời, đến lượt Diễm Quý phi đắc sủng. Thọ Minh Hoàng thái hậu thấy Tạ Hoàng hậu quá hiền huệ, bèn khuyên Tống Lý Tông nên đối đãi công bằng, Tống Lý Tông tuy nghe lời Thọ Minh Hoàng thái hậu nhưng vẫn khá khách sáo với Tạ Hoàng hậu.
Tạ Hoàng hậu sinh được cho Tống Lý Tông một Hoàng tử là Triệu Duy (赵维) nhưng chết yểu sau 2 tháng, truy phong Kỳ Xung Chiêu vương (祁冲昭王). Từ đó bà không hoài thai lần nào nữa.

## Nhiếp chính
Năm Gia Định thứ 5 (1264), Tống Lý Tông qua đời, Triệu Kỳ (趙禥), con nuôi của ông, nối ngôi tức Tống Độ Tông. Tạ Hoàng hậu được tôn làm Thọ Hòa Thánh Phúc Hoàng thái hậu (寿和圣福皇太后), trở thành nhiếp chính cho Tân đế.
Năm Hàm Thuần thứ 10 (1274), Tống Độ Tông băng hà, Triệu Hiển (趙显) nối ngôi tức Tống Cung Đế với sự ủng hộ của Giả Tự Đạo. Tân đế tấn tôn Thọ Hòa Thánh Phúc Hoàng thái hậu làm Thái hoàng thái hậu, 
Toàn Hoàng hậu của Tống Độ Tông làm Hoàng thái hậu. Bà được quần thần tiếp tục thịnh vị nhiếp chính cho Tân đế còn trẻ.
Giai đoạn này, quân đội của đế quốc Mông Cổ đã đánh chiếm khu vực phía tây bắc và phía nam Trung Quốc, vượt qua sông Dương Tử và kiểm soát một phần Tương Dương, Hồ Bắc và đang tiến về kinh đô nhà Tống ở Lâm An (nay là Hàng Châu, Chiết Giang). Thọ Hòa Thái hoàng thái hậu đề ra phương án: một mặt bảo vệ Hoàng đế và chuẩn bị lực lượng, mặt khác thì cho người hoà hoãn với quân binh Mông Cổ.
Đầu năm Đức Hựu nguyên niên (1275), Giả Tự Đạo dẫn một đội gồm 30.000 quân đi đánh quân Nguyên tại Vu Hồ, An Huy. Quân Tống chịu thất bại nặng nề thảm hại. Dưới sức ép của triều thần, Thọ Hòa Thái hoàng thái hậu ra lệnh bãi chức Giả Tự Đạo chứ tuyệt nhiên không cho giết. Giữa năm 1275, quân Mông Cổ đã kiểm soát hầu hết Giang Đông (江東), phía nam của tỉnh Giang Tô ngày nay. Năm 1276, quân địch đã bao vây trước kinh thành, triều đình nhà Tống phải cử Lục Tú Phu để thương lượng. Nhà Tống không còn cách gì khác ngoài việc đầu hàng quân giặc.

## Triều Tống diệt vong
Tháng 2 năm Đức Hựu thứ 2 (1276), Thọ Hòa Thái hoàng thái hậu dẫn Hoàng đế 5 tuổi đầu hàng quân Mông. Quân lính của Nam Tống lui về Phúc Kiến và Quảng Đông. Tống Cung Đế, Toàn Thái hậu và các công chúa đều bị giải về Mông Cổ.
Tháng 8, Thọ Hòa Thái hoàng thái hậu bị áp giải từ Lâm An đến Đại Đô, bị phế chức Thái hoàng thái hậu. Bà qua đời vào năm Chí Nguyên thứ 12 (1283) nhà Nguyên, hưởng thọ khoảng 74 tuổi, mộ phần gần bên cạnh lăng thất của gia tộc. Bà được nhà Nguyên ban thuỵ hiệu là Thọ Xuân Quận phu nhân (寿春郡夫人).